# Ski Tour 2020
De Ski Tour 2020 begon op 15 februari 2020 in Östersund en eindigde op 23 februari 2020 in Trondheim. De Ski Tour maakte deel uit van de wereldbeker langlaufen 2019/2020. De Noren Pål Golberg, bij de mannen, en Therese Johaug, bij de vrouwen, wisten de Ski Tour op hun naam te schrijven

## Etappeschema
| Datum      | Plaats    | Etappe                | Mannen                   | Vrouwen                  |
| ---------- | --------- | --------------------- | ------------------------ | ------------------------ |
| 15/02/2020 | Östersund | Intervalstart         | 15 km (vrije stijl)      | 10 km (vrije stijl)      |
| 16/02/2020 | Östersund | Handicapstart         | 15 km (klassieke stijl)  | 10 km (klassieke stijl)  |
| 18/02/2020 | Åre       | Sprint (bergopwaarts) | 0,7 km (vrije stijl)     | 0,7 km (vrije stijl)     |
| 20/02/2020 | Meråker   | Massastart            | 34 km (vrije stijl)      | 34 km (vrije stijl)      |
| 22/02/2020 | Trondheim | Sprint                | 1,5 km (klassieke stijl) | 1,3 km (klassieke stijl) |
| 23/02/2020 | Trondheim | Handicapstart         | 30 km (klassieke stijl)  | 15 km (klassieke stijl)  |

## Wereldbekerpunten
De beste dertig van de Ski Tour ontvangen driemaal het aantal wereldbekerpunten dat zij zouden ontvangen voor dezelfde positie tijdens een reguliere wereldbekerwedstrijd, De winnaar ontvangt 300 punten, de nummer twee 240 enzovoort. Voor een etappezege ontvangt de winnaar de helft van de punten ten opzichte van winst in een reguliere wedstrijd, voor plaats twee tot en met dertig geldt een andere verdeling dan 50% procent van de wereldbekerpunten.
| Plaats     | 1   | 2   | 3   | 4   | 5   | 6   | 7   | 8  | 9  | 10 | 11 | 12 | 13 | 14 | 15 | 16 | 17 | 18 | 19 | 20 | 21 | 22 | 23 | 24 | 25 | 26 | 27 | 28 | 29 | 30 |
| ---------- | --- | --- | --- | --- | --- | --- | --- | -- | -- | -- | -- | -- | -- | -- | -- | -- | -- | -- | -- | -- | -- | -- | -- | -- | -- | -- | -- | -- | -- | -- |
| Klassement | 300 | 240 | 180 | 150 | 135 | 120 | 108 | 96 | 87 | 78 | 72 | 66 | 60 | 54 | 48 | 45 | 42 | 39 | 36 | 33 | 30 | 27 | 24 | 21 | 18 | 15 | 12 | 9  | 6  | 3  |
| Etappes    | 50  | 46  | 43  | 40  | 37  | 34  | 32  | 30 | 28 | 26 | 24 | 22 | 20 | 18 | 16 | 15 | 14 | 13 | 12 | 11 | 10 | 9  | 8  | 7  | 6  | 5  | 4  | 3  | 2  | 1  |

## Klassementen

### Algemeen klassement
| Mannen | Mannen                  | Mannen | Mannen    |
| #      | Naam                    | Land   | Tijd      |
| ------ | ----------------------- | ------ | --------- |
| 1      | Pål Golberg             | NOR    | 3:52.41,6 |
| 2      | Simen Hegstad Krüger    | NOR    | + 28,9    |
| 3      | Hans Christer Holund    | NOR    | + 30,1    |
| 4      | Emil Iversen            | NOR    | + 32,3    |
| 5      | Martin Løwstrøm Nyenget | NOR    | + 32,9    |
| 6      | Johannes Høsflot Klæbo  | NOR    | + 34,2    |
| 7      | Aleksandr Bolsjoenov    | RUS    | + 1.41,0  |
| 8      | Iivo Niskanen           | FIN    | + 1.48,2  |
| 9      | Sjur Røthe              | NOR    | + 2.52,8  |
| 10     | Dario Cologna           | SUI    | + 3.00,8  |

| Vrouwen | Vrouwen                  | Vrouwen | Vrouwen   |
| #       | Naam                     | Land    | Tijd      |
| ------- | ------------------------ | ------- | --------- |
| 1       | Therese Johaug           | NOR     | 3:00.41,8 |
| 2       | Heidi Weng               | NOR     | + 3.40,8  |
| 3       | Ingvild Flugstad Østberg | NOR     | + 3.41,5  |
| 4       | Ebba Andersson           | SWE     | + 5.54,3  |
| 5       | Astrid Jacobsen          | NOR     | + 6.14,8  |
| 6       | Jessica Diggins          | USA     | + 8.40,1  |
| 7       | Krista Pärmäkoski        | FIN     | + 9.12,4  |
| 8       | Tiril Udnes Weng         | NOR     | + 9.14,5  |
| 9       | Emma Ribom               | SWE     | + 9.32,1  |
| 10      | Sadie Maubet Bjornsen    | USA     | + 9.43,8  |

### Sprintklassement
| Mannen | Mannen                  | Mannen | Mannen |
| #      | Naam                    | Land   | Punten |
| ------ | ----------------------- | ------ | ------ |
| 1      | Johannes Høsflot Klæbo  | NOR    | 92     |
| 2      | Pål Golberg             | NOR    | 48     |
| 3      | Emil Iversen            | NOR    | 35     |
| 4      | Finn Hågen Krogh        | NOR    | 30     |
| 5      | Hans Christer Holund    | NOR    | 30     |
| 6      | Erik Valnes             | NOR    | 30     |
| 7      | Simen Hegstad Krüger    | NOR    | 22     |
| 8      | Martin Løwstrøm Nyenget | NOR    | 20     |
| 9      | Aleksandr Bolsjoenov    | RUS    | 18     |
| 10     | Iivo Niskanen           | FIN    | 15     |

| Vrouwen | Vrouwen                  | Vrouwen | Vrouwen |
| #       | Naam                     | Land    | Punten  |
| ------- | ------------------------ | ------- | ------- |
| 1       | Therese Johaug           | NOR     | 76      |
| 2       | Nadine Fähndrich         | SUI     | 59      |
| 3       | Heidi Weng               | NOR     | 54      |
| 4       | Jonna Sundling           | SWE     | 50      |
| 5       | Astrid Jacobsen          | NOR     | 42      |
| 6       | Linn Svahn               | SWE     | 29      |
| 7       | Ebba Andersson           | SWE     | 26      |
| 8       | Anna Dyvik               | SWE     | 22      |
| 9       | Ingvild Flugstad Østberg | NOR     | 14      |
| 10      | Anna Svendsen            | NOR     | 12      |

## Etappes

### Etappe 1
| Mannen | Mannen                 | Mannen | Mannen  |
| #      | Naam                   | Land   | Tijd    |
| ------ | ---------------------- | ------ | ------- |
| 1      | Sjur Røthe             | NOR    | 30.41,5 |
| 2      | Simen Hegstad Krüger   | NOR    | + 1,7   |
| 3      | Finn Hågen Krogh       | NOR    | + 16,6  |
| 4      | Martin Johnsrud Sundby | NOR    | + 17,3  |
| 5      | Aleksandr Bolsjoenov   | RUS    | + 22,2  |
| 6      | Hans Christer Holund   | NOR    | + 24,6  |
| 7      | Adrien Backscheider    | FRA    | + 25,4  |
| 8      | Pål Golberg            | NOR    | + 27,6  |
| 9      | Denis Spitsov          | RUS    | + 32,3  |
| 10     | Ivan Jakimoesjkin      | RUS    | + 33,2  |

| Vrouwen | Vrouwen                  | Vrouwen | Vrouwen  |
| #       | Naam                     | Land    | Tijd     |
| ------- | ------------------------ | ------- | -------- |
| 1       | Therese Johaug           | NOR     | 21.49,7  |
| 2       | Heidi Weng               | NOR     | + 45,6   |
| 3       | Ingvild Flugstad Østberg | NOR     | + 47,3   |
| 4       | Ebba Andersson           | SWE     | + 53,1   |
| 5       | Ragnhild Haga            | NOR     | + 1.04,3 |
| 6       | Astrid Jacobsen          | NOR     | + 1.05,0 |
| 7       | Krista Pärmäkoski        | FIN     | + 1.15,0 |
| 8       | Jessica Diggins          | USA     | + 1.18,1 |
| 9       | Rosie Brennan            | USA     | + 1.25,7 |
| 10      | Natalja Neprjajeva       | RUS     | + 1.27,7 |

### Etappe 2
| Mannen | Mannen                  | Mannen | Mannen  |
| #      | Naam                    | Land   | Tijd    |
| ------ | ----------------------- | ------ | ------- |
| 1      | Pål Golberg             | NOR    | 34.50,8 |
| 2      | Aleksandr Bolsjoenov    | RUS    | + 0,3   |
| 3      | Martin Løwstrøm Nyenget | NOR    | + 2,1   |
| 4      | Sjur Røthe              | NOR    | + 2,5   |
| 5      | Hans Christer Holund    | NOR    | + 7,3   |
| 6      | Finn Hågen Krogh        | NOR    | + 39,3  |
| 7      | Martin Johnsrud Sundby  | NOR    | + 42,9  |
| 8      | Erik Valnes             | NOR    | + 51,3  |
| 9      | Iivo Niskanen           | FIN    | + 54,4  |
| 10     | Dario Cologna           | SUI    | + 54,7  |

| Vrouwen | Vrouwen                  | Vrouwen | Vrouwen  |
| #       | Naam                     | Land    | Tijd     |
| ------- | ------------------------ | ------- | -------- |
| 1       | Therese Johaug           | NOR     | 27.29,0  |
| 2       | Heidi Weng               | NOR     | + 57,4   |
| 3       | Ingvild Flugstad Østberg | NOR     | + 57,8   |
| 4       | Ebba Andersson           | SWE     | + 58,6   |
| 5       | Anamarija Lampič         | SLO     | + 1.38,7 |
| 6       | Krista Pärmäkoski        | FIN     | + 1.39,4 |
| 7       | Teresa Stadlober         | AUT     | + 1.40,0 |
| 8       | Astrid Jacobsen          | NOR     | + 1.42,4 |
| 9       | Emma Ribom               | SWE     | + 1.43,2 |
| 10      | Rosie Brennan            | USA     | + 1.43,3 |

### Etappe 3
| Mannen | Mannen                 | Mannen | Mannen |
| #      | Naam                   | Land   |        |
| ------ | ---------------------- | ------ | ------ |
| 1      | Johannes Høsflot Klæbo | NOR    |        |
| 2      | Federico Pellegrino    | ITA    |        |
| 3      | Renaud Jay             | FRA    |        |
| 4      | Pål Golberg            | NOR    |        |
| 5      | Lucas Chanavat         | FRA    |        |
| 6      | Erik Valnes            | NOR    |        |
| 7      | Miha Šimenc            | SLO    |        |
| 8      | Aleksandr Bolsjoenov   | RUS    |        |
| 9      | James Clugnet          | GBR    |        |
| 10     | Denis Spitsov          | RUS    |        |

| Vrouwen | Vrouwen                | Vrouwen | Vrouwen |
| #       | Naam                   | Land    |         |
| ------- | ---------------------- | ------- | ------- |
| 1       | Therese Johaug         | NOR     |         |
| 2       | Heidi Weng             | NOR     |         |
| 3       | Astrid Jacobsen        | NOR     |         |
| 4       | Jonna Sundling         | SWE     |         |
| 5       | Nadine Fähndrich       | SUI     |         |
| 6       | Linn Svahn             | SWE     |         |
| 7       | Greta Laurent          | ITA     |         |
| 8       | Laura Mononen          | FIN     |         |
| 9       | Maiken Caspersen Falla | NOR     |         |
| 10      | Ragnhild Haga          | NOR     |         |

### Etappe 4
| Mannen | Mannen                  | Mannen | Mannen    |
| #      | Naam                    | Land   | Tijd      |
| ------ | ----------------------- | ------ | --------- |
| 1      | Aleksandr Bolsjoenov    | RUS    | 1:19.34,9 |
| 2      | Johannes Høsflot Klæbo  | NOR    | + 51,7    |
| 3      | Emil Iversen            | NOR    | + 51,8    |
| 4      | Martin Løwstrøm Nyenget | NOR    | + 52,4    |
| 5      | Finn Hågen Krogh        | NOR    | + 52,8    |
| 6      | Dario Cologna           | SUI    | + 55,1    |
| 7      | Sjur Røthe              | NOR    | + 55,2    |
| 8      | Roman Furger            | SUI    | + 55,4    |
| 9      | Simen Hegstad Krüger    | NOR    | + 55,5    |
| 10     | Andrej Melnitsjenko     | RUS    | + 57,6    |

| Vrouwen | Vrouwen                  | Vrouwen | Vrouwen   |
| #       | Naam                     | Land    | Tijd      |
| ------- | ------------------------ | ------- | --------- |
| 1       | Therese Johaug           | NOR     | 1:26.32,0 |
| 2       | Ingvild Flugstad Østberg | NOR     | + 4,0     |
| 3       | Heidi Weng               | NOR     | + 1.21,6  |
| 4       | Ebba Andersson           | SWE     | + 2.00,5  |
| 5       | Astrid Jacobsen          | NOR     | + 3.06,5  |
| 6       | Tiril Udnes Weng         | NOR     | + 3.10,3  |
| 7       | Jessica Diggins          | USA     | + 3.13,9  |
| 8       | Emma Ribom               | SWE     | + 3.31,1  |
| 9       | Teresa Stadlober         | AUT     | + 3.32,1  |
| 10      | Rosie Brennan            | USA     | + 3.41,9  |

### Etappe 5
| Mannen | Mannen                 | Mannen | Mannen |
| #      | Naam                   | Land   |        |
| ------ | ---------------------- | ------ | ------ |
| 1      | Johannes Høsflot Klæbo | NOR    |        |
| 2      | Pål Golberg            | NOR    |        |
| 3      | Erik Valnes            | NOR    |        |
| 4      | Emil Iversen           | NOR    |        |
| 5      | Finn Hågen Krogh       | NOR    |        |
| 6      | Federico Pellegrino    | ITA    |        |
| 7      | Gleb Retivych          | RUS    |        |
| 8      | Francesco de Fabiani   | ITA    |        |
| 9      | Lauri Vuorinen         | FIN    |        |
| 10     | Simen Hegstad Krüger   | NOR    |        |

| Vrouwen | Vrouwen                | Vrouwen | Vrouwen |
| #       | Naam                   | Land    |         |
| ------- | ---------------------- | ------- | ------- |
| 1       | Maiken Caspersen Falla | NOR     |         |
| 2       | Jonna Sundling         | SWE     |         |
| 3       | Nadine Fähndrich       | SUI     |         |
| 4       | Anna Dyvik             | SWE     |         |
| 5       | Anna Svendsen          | NOR     |         |
| 6       | Heidi Weng             | NOR     |         |
| 7       | Astrid Jacobsen        | NOR     |         |
| 8       | Linn Svahn             | SWE     |         |
| 9       | Therese Johaug         | NOR     |         |
| 10      | Emma Ribom             | SWE     |         |

### Etappe 6
| Mannen | Mannen                  | Mannen | Mannen    |
| #      | Naam                    | Land   | Tijd      |
| ------ | ----------------------- | ------ | --------- |
| 1      | Emil Iversen            | NOR    | 1:21.25,9 |
| 2      | Iivo Niskanen           | FIN    | + 10,9    |
| 3      | Hans Christer Holund    | NOR    | + 37,8    |
| 4      | Simen Hegstad Krüger    | NOR    | + 48,6    |
| 5      | Johannes Høsflot Klæbo  | NOR    | + 59,9    |
| 6      | Martin Løwstrøm Nyenget | NOR    | + 1.12,6  |
| 7      | Pål Golberg             | NOR    | + 1.51,7  |
| 8      | Dario Cologna           | SUI    | + 2.18,5  |
| 9      | Francesco de Fabiani    | ITA    | + 2.47,3  |
| 10     | Vitali Poechkalo        | KAZ    | + 2.52,5  |

| Vrouwen | Vrouwen                  | Vrouwen | Vrouwen  |
| #       | Naam                     | Land    | Tijd     |
| ------- | ------------------------ | ------- | -------- |
| 1       | Therese Johaug           | NOR     | 41.13,8  |
| 2       | Astrid Jacobsen          | NOR     | + 44,8   |
| 3       | Krista Pärmäkoski        | FIN     | + 1.04,4 |
| 4       | Ebba Andersson           | SWE     | + 1.06,3 |
| 5       | Ingvild Flugstad Østberg | NOR     | + 1.07,5 |
| 6       | Heidi Weng               | NOR     | + 1.07,8 |
| 7       | Anne Kyllönen            | FIN     | + 1.33,5 |
| 8       | Linn Svahn               | SWE     | + 1.35,0 |
| 8       | Anna Dyvik               | SWE     | + 1.35,0 |
| 10      | Anna Svendsen            | NOR     | + 1.36,0 |

## Klassementsleiders na elke etappe
| Etappe | Mannen               | Mannen                 | Vrouwen             | Vrouwen          |
| Etappe | Algemeen klassement  | Puntenklassement       | Algemeen klassement | Puntenklassement |
| ------ | -------------------- | ---------------------- | ------------------- | ---------------- |
| 1      | Sjur Røthe           | Federico Pellegrino    | Therese Johaug      | Therese Johaug   |
| 2      | Pål Golberg          | Federico Pellegrino    | Therese Johaug      | Frida Karlsson   |
| 3      | Pål Golberg          | Federico Pellegrino    | Therese Johaug      | Therese Johaug   |
| 4      | Aleksandr Bolsjoenov | Federico Pellegrino    | Therese Johaug      | Therese Johaug   |
| 5      | Aleksandr Bolsjoenov | Johannes Høsflot Klæbo | Therese Johaug      | Therese Johaug   |
| 6      | Pål Golberg          | Johannes Høsflot Klæbo | Therese Johaug      | Therese Johaug   |